# Bofara
Bofara är en by i Hanebo socken, Bollnäs kommun i Gävleborgs län. Byn består av ett 40-tal fastigheter.

## Beskrivning
Den ursprungliga centrum av byn ligger ca tre km sydväst om Kilafors, efter laga skifte och avstyckningar finns fastigheter som delvis gränsar i norr, öster  och söder om den intilliggande Bofarasjön. Till byn Bofara hör även fäbodar och utmark bland annat vid Lötbodarna samt Ängarna som ingår i jordbruksfastigheterna. På flera platser gränsar Bofaras marker mot byarna Lotan, Löten,  Västerberg och Västansjö. 
I Bofara ligger Innegården, ursprungligen en jordbruksfastighet. Den ägs av Hanebo Hembygdsförening efter att föregående ägare Sven Olov Olsson "Sven Olle" donerade den.
På gårdens loge har Hembygdsföreningen inrättat ett gårdsmuseum med en samling av redskap allt från spinnrockar till diverse gamla jordbruksredskap. I ladugårdsdelen finns delar av Olssons samling egentillverkade leksaker och modeller av jordbruksmaskiner, sågverk, kraftverk mm.